# 2017 AF13
2017 AF13 es un asteroide que forma parte de los asteroides Apolo, descubierto el 7 de enero de 2017 por el equipo del Mount Lemmon Survey desde el Observatorio del Monte Lemmon, Arizona, Estados Unidos.

## Designación y nombre
Designado provisionalmente como 2017 AF13.

## Características orbitales
2017 AF13 está situado a una distancia media del Sol de 1,975 ua, pudiendo alejarse hasta 3,111 ua y acercarse hasta ,8391 ua. Su excentricidad es 0,575 y la inclinación orbital 12,76 grados. Emplea 1013,89 días en completar una órbita alrededor del Sol.

## Características físicas
La magnitud absoluta de 2017 AF13 es 24,062.